# 宝兴吊灯花
宝兴吊灯花（学名：Ceropegia paoshingensis）是夹竹桃科吊灯花属的植物，为中国的特有植物。分布于中国大陆的四川等地，生长于海拔300米至900米的地区，常生长在山谷中，目前尚未由人工引种栽培。